# Gérard de Battista
Pour les articles homonymes, voir Battista.
Gérard de Battista, né le 20 septembre 1946 à Paris, est un directeur de la photographie français.

## Biographie
Il a notamment signé la photographie de Gazon maudit de Josiane Balasko et Vénus Beauté (Institut) de Tonie Marshall.
Gérard de Battista a vécu avec la comédienne Victoria Abril avec laquelle il a eu deux fils : Martin et Félix[réf. nécessaire].

## Filmographie
- 1965 : Les Pays loin (court-métrage) de Jean Rollin
- 1966 : Tristesse des anthropophages (court-métrage) de Jean-Denis Bonan
- 1968 : La Femme-bourreau de Jean-Denis Bonan
- 1969 : Mstislav Rostropovitch, un homme de Russie (documentaire) de Gérard Patris
- 1970 : Yehudi Menuhin, chemin de lumière (documentaire) de François Reichenbach
- 1970 : Yan Diga - Ils traverseront des pays comme des jardins (documentaire) de Serge Moati
- 1970 : Vitesse oblige (documentaire) de Jacques Doillon
- 1971 : Bol d'or (documentaire) de Jacques Doillon
- 1971 : Tous risques (documentaire) de Jacques Doillon
- 1971 : On ne se dit pas tout entre époux de Jacques Doillon
- 1973 : Les Demi-jours (documentaire) de Jacques Doillon
- 1973 : Laissés pour compte (documentaire) de Jacques Doillon
- 1973 : Autour des filets (documentaire) de Jacques Doillon
- 1973 : L'An 01 de Jacques Doillon, Gébé, Alain Resnais et Jean Rouch
- 1974 : Paris c'est joli de Ousseini Inoussa
- 1977 : La Télédiction, un nouveau regard sur la terre
- 1980 : Le Soleil en face de Pierre Kast
- 1980 : Les Turlupins de Bernard Revon
- 1981 : Mon enfant, ma mère (téléfilm) de Serge Moati
- 1981 : T'es grand et puis t'oublies (téléfilm) de Serge Moati
- 1982 : Le Permis télé de Marc Jolivet
- 1984 : Blanche et Marie de Jacques Renard
- 1984 : Les Yeux du golfe
- 1984 : La Tête dans le sac de Gérard Lauzier
- 1985 : La Part des choses de Bernard Dartigues
- 1985 : Scout toujours... de Gérard Jugnot
- 1987 : Hôtel du Paradis de Jana Boková
- 1987 : Poule et Frites de Luis Rego
- 1987 : Ennemis intimes de Denis Amar
- 1988 : Sans peur et sans reproche de Gérard Jugnot
- 1989 : Hiver 54, l'abbé Pierre de Denis Amar
- 1990 : Contra el viento de Francisco Perinan
- 1991 : Une époque formidable… de Gérard Jugnot
- 1992 : La Vida láctea de Juan Esterlich
- 1992 : Au pays des Juliets de Mehdi Charef
- 1993 : Un, deux, trois, soleil de Bertrand Blier
- 1993 : Des héros ordinaires : Le prix d'une femme (téléfilm) de Gérard Krawczyk
- 1994 : Casque bleu de Gérard Jugnot
- 1995 : Gazon maudit de Josiane Balasko
- 1996 : Sixième classique (téléfilm) de Bernard Stora
- 1996 : Irren ist männlich de Sherry Hormann
- 1996 : Fallait pas !... de Gérard Jugnot
- 1997 : Level Five (documentaire) de Chris Marker
- 1998 : Un grand cri d'amour de Josiane Balasko
- 1998 : La Femme du cosmonaute de Jacques Monnet
- 1999 : Le Boiteux : Baby blues (téléfilm) de Paule Zajdermann
- 1999 : Vénus Beauté (Institut) de Tonie Marshall
- 1999 : Un dérangement considérable de Bernard Stora
- 2000 : Tontaine et Tonton (téléfilm) de Tonie Marshall
- 2000 : Une affaire de goût de Bernard Rapp
- 2001 : Demain et tous les jours après (téléfilm) de Bernard Stora
- 2001 : Voyance et Manigance de Éric Fourniols
- 2001 : L'Aîné des Ferchaux (téléfilm) de Bernard Stora
- 2002 : Le Rêve plus fort que la mort (documentaire) de Jean Rouch
- 2003 : Pas si grave de Bernard Rapp
- 2003 : La Petite Lili de Claude Miller
- 2003 : Ripoux 3 de Claude Zidi
- 2004 : Suzie Berton (téléfilm) de Bernard Stora
- 2004 : Les Parisiens de Claude Lelouch
- 2004 : Un petit jeu sans conséquence de Bernard Rapp
- 2005 : Capitaines des ténèbres (téléfilm) de Serge Moati
- 2006 : Le Grand Charles (téléfilm) de Bernard Stora
- 2006 : Poussière d'amour (téléfilm) de Philippe Venault
- 2007 : Un secret de Claude Miller
- 2007 : On dirait que... (documentaire) de Françoise Marie
- 2007 : Mitterrand à Vichy (téléfilm) de Serge Moati
- 2007 : Roman de gare de Claude Lelouch
- 2008 : Elles et Moi (téléfilm) de Bernard Stora
- 2009 : Cendres et Sang de Fanny Ardant
- 2010 : Les Frileux (téléfilm) de Jacques Fansten
- 2010 : Ces amours-là de Claude Lelouch
- 2011 : Voyez comme ils dansent de Claude Miller
- 2012 : Thérèse Desqueyroux de Claude Miller
- 2013 : Cheba Louisa de Françoise Charpiat
- 2013 : La Dernière Campagne (téléfilm) de Bernard Stora
- 2014 : La Douce Empoisonneuse (téléfilm) de Bernard Stora
- 2014 : Ogurets (court-métrage) d'Eric Bu
- 2015 : L'Hiver est proche (court métrage) de Hugo Chesnard
- 2015 : Ne vois-tu rien venir ? d'Eric Bu
- 2016 : Eugene (court métrage) de Samir Helo
- 2016 : Vive la crise de Jean-François Davy